# Growlanser: Wayfarer of Time
Growlanser: Wayfarer of Time es un juego de rol táctico desarrollado por Career Soft y distribuido por Atlus. Fue lanzado originalmente para la PlayStation 2 en Japón en diciembre de 2003, y posteriormente para la PlayStation Portable en Japón en agosto de 2011 (como Growlanser IV: Over Reloaded) y en Norteamérica en julio de 2012. Es la cuarta entrega en la serie Growlanser, con diseños de personaje hechos por Satoshi Urushihara. Una novela visual, llamada Growlanser IV: Wayfarer of Time - Return, que contiene tres historias cortas, fue lanzada en PS2 en 2005.

## Jugabilidad
Wayfarer of Time cuenta con una perspectiva isométrica y exploración al estilo RPG tradicional de pueblos y mazmorras, y el mapa mundial es similar al Growlanser original. Los enemigos pueden ser vistos en el mapa mundial y pueden ser evadidos. Cada mazmorra tiene un diseño fijo y único, con excepción de las mazmorras bonus que están generadas de forma aleatoria.
El sistema de equipamiento es notablemente distinto al de la mayoría de los RPG. Los personajes pueden equiparse dos ítems, uno es el arma anillo. En la serie Growlanser, el arma anillo es un nuevo tipo de tecnología que consiste en un anillo mágico capaz de tomar la forma de un arma dependiendo de la personalidad del usuario. El jugador puede encontrar estos anillos tras derrotar enemigos, y podrá equiparse nuevos anillos con diferentes parámetros y ranuras de gemas. Existen más de 100 tipos de gemas que otorgan distintos beneficios, como ataques adicionales, defensas elementales, mayor rango de ataque, y hechizos para el personaje. Las gemas tienen un nivel innato que deberá ser menor o igual al de la ranura del arma anillo. Un arma anillo posee 3 ranuras de gemas, y cada una puede ser de nivel 0 al 9. Además, el color de una gema deberá coincidir con el color de la ranura. Una gema puede equiparse en cualquier ranura, pero habrá penalizaciones si la gema posee una habilidad que puede ser aprendida.
Hay 11 personajes jugables potenciales, pero hay un límite de cuatro miembros en batalla. El sistema de destino permite a los jugadores salvar a algunos personajes de la muerte basándose en sus decisiones, y desbloquear algunos finales adicionales.

### Sistema de relaciones
Al igual que en otros juegos de la serie Growlanser, Wayfarer of Time dispone de algunos elementos de simulación de citas. El jugador puede mejorar o empeorar la relación entre el protagonista y los demás personajes según las opciones de conversación que elija y qué decisiones tome en el juego. El retrato del personaje en el menú de estado mostrará qué tan buena es su relación con el protagonista; mientras más felices se muestren, mejor será la relación. Además, los familiares tienen la capacidad de ver qué opinan los miembros del grupo del protagonista. Wayfarer of Time cuenta con un nuevo sistema de vacaciones donde los jugadores pueden pasar tiempo con sus miembros de grupo para formar relaciones más estrechas, o hasta buscar romance. Completar la misión de la historia de fondo de un personaje desbloqueará las mejores armaduras, habilidades y uno de los 40 finales posibles.

### Combate
Como sus predecesores, Growlanser: Wayfarer of Time utiliza un sistema de batalla de RPG táctico con movimientos libres. A diferencia de los RPG tácticos basados en cuadrículas, el rango de movimiento de los personajes está representado por un área circular, donde el personaje se podrá mover libremente. Además, la velocidad de movimiento del personaje se basa en su número de puntos MOV. Otro aspecto del sistema de Growlanser es que es activo en tiempo real, y no por turnos. Ambos bandos se mueven y actúan según los parámetros de velocidad de cada unidad. Los atacantes físicos deben moverse hacia el enemigo y conectar su golpe dentro de su rango, mientras que los atacantes mágicos necesitan tomarse un tiempo para conjurar un hechizo, para compensar la capacidad de atacar a distancia. Como las acciones de los personajes suceden en tiempo real, el jugador puede interrumpir cualquier acción en cualquier momento para realizar una nueva.
La serie Growlanser cuenta con magia cooperativa; dos miembros del grupo pueden conjurar hechizos de apoyo u ofensivos más poderosos (por ejemplo: Sanación cooperativa o Sueño cooperativo). En Wayfarer of Time, el grupo del jugador solo puede conjurar hechizos de área como magia cooperativa. Algunos jefes enemigos serán capaces de conjurar ese tipo de hechizos de forma individual.
Wayfarer of Time dispone de «habilidades límite» que se asemejan a los limit breaks de Final Fantasy. Dependiendo de las circunstancias específicas, los personajes podrán activar sus habilidades límite que varían de ataques poderosos a hechizos de apoyo.
Los eventos más importantes de la historia tendrán objetivos de batalla únicos, como rescatar a un personaje no jugable de los enemigos, en lugar de simplemente derrotar a todos los enemigos. A veces, aparecerán refuerzos de las fuerzas enemigas, forzando al jugador a planear una estrategia, en vez de correr a la batalla a ciegas. Existe una variedad de objetivos de misiones posibles, como escapar de una batalla sin matar a nadie, proteger personajes no jugables, buscar en áreas donde los enemigos intentan emboscar al jugador, no dejar escapar al enemigo, incendiar diferentes puntos del campamento enemigo, y más. Si todo el grupo del jugador es eliminado, se terminará la partida, pero si el jugador sobrevive una batalla, habrá uno de cuatro resultados posibles: misión fallida, misión pasada, misión superada y misión completada, que permitirán al jugador continuar el juego y, a veces, desbloquear una rama alternativa de la historia.

## Sinopsis

### Escenario
Wayfarer of Time toma lugar en el continente llamado Noievarl, que se encuentra dividido en cuatro países. Aunque su civilización se asemeje a la Europa medieval, han poseído muchas tecnologías futuristas de ciencia ficción. Los países se han vuelto cada vez más hostiles con sus vecinos, y ahora se encuentran en medio de la guerra. Al sur del continente se encuentra la isla Lamplast, donde los mercenarios de Arten Schwart defienden a Noievarl de los invasores extranjeros.

### Trama
Hace 2000 años, la gente de Noievarl había progresado en magia y ciencia, y construido una civilización muy avanzada. Luego, unos ángeles poderosos atacaron a los humanos, y los llevaron al borde de la extinción. Un joven hombre llamado Crevanille, quien fue criado como mercenario en Arten Schwart, contempla un serafín en el cielo. Sabiendo que es una señal de que los ángeles están por regresar para oprimir a la humanidad, partirá para luchar contra ellos por el bien del mundo. Crevanille deberá descubrir cómo vencerlos y salvar al destino de la humanidad. Se convertirá en el nuevo salvador de la luz: el growlanser.

### Finales múltiples
Growlanser: Wayfarer of Time posee más de 40 finales posibles, de acuerdo con Atlus. La versión de PSP tiene tres ramificaciones posibles de la historia, que el jugador podrá elegir, que llevarán a un final distinto de la historia principal. Además, el jugador puede desbloquear un epílogo único para cada uno de los personajes jugables, al igual que la mayoría de los aliados no jugables, si el protagonista tiene un romance o se vuelve mejor amigo del personaje, y completa su misión de historia. Es posible obtener varios finales en una misma partida (cargando partidas guardadas), pero requerirá un mínimo de cuatro partidas para obtener todos los finales posibles.

## Desarrollo
Growlanser: Wayfarer of Time fue desarrollado originalmente por Career Soft en 2003. El juego fue dirigido por Shinjiro Takada, quien también ha trabajado en Shin Megami Tensei: Devil Survivor. Los escritores principales fueron Fuma Yato y Yo Haduki, quienes también fueron escritores en jefe de Devil Survivor. La banda sonora fue compuesta por Tomoyuki Hamada, y las nuevas canciones de apertura y clausura de la versión de PSP fueron compuestas por Ryota Kozuka.

## Recepción
Growlanser: Wayfarer of Time ha recibido reseñas «mixtas o medias», con un puntaje de 67/100 basado en 14 reseñas. El juego fue aclamado por su sistema de batalla único, la gran cantidad de elecciones del jugador, y su rejugabilidad. NeoSeeker dijo que, con más de 40 finales posibles para ver, el juego ofrece mucha rejugabilidad para aquellos que la aprecien.